# Brian Pillman
Brian William Pillman (Cincinnati (Ohio), 22 mei 1962 - Bloomington (Minnesota), 5 oktober 1997) was een Amerikaans professioneel worstelaar en footballspeler, die als worstelaar vooral bekend werd als Flyin' Brian Pillman in de World Championship Wrestling (WCW) van 1989 tot 1996. Pillman was populair omwille van zijn spectaculaire stijl, maar was ook begiftigd om steeds "off-script" op te treden.
Pillman was tevens actief voor Extreme Championship Wrestling (ECW) en World Wrestling Federation (WWF), tot zijn plotse dood in 1997. Pillman - roepnaam The Loose Cannon - genoot een geëerde reputatie door zijn onvoorspelbaarheid en tuchteloos gedrag in de ring. Daarnaast maakte Pillman deel uit van populaire worstelgroepen als The Four Horsemen en The Hart Foundation.
Hij leed aan arteriosclerose (slagaderverharding) ter hoogte van de hartspier en overleed op 35-jarige leeftijd.

## Jeugdjaren
Pillman had Welshe roots, daar zijn moeder afkomstig was uit Wales. Hij groeide op in Cincinnati met zijn broer en drie zussen, waarvan twee genaamd Angie en Linda. Zijn vader stierf reeds in augustus 1962, toen Pillman slechts drie maanden oud was. De jonge Pillman had regelmatig last van grote en minder grote kwalen. Als peuter had Pillman een oedeem aan de keel. Er traden voortdurend poliepen op. Hij onderging circa 35 operaties om de gezwellen weg te werken.
Hij studeerde af aan Norwood High School te Norwood (Ohio). Als tiener speelde hij American football. Pillman bezette de positie van defensive tackle. Toen hij als footballspeler begon, studeerde Pillman aan Miami University. Hij sloot zich aan bij de Cincinnati Bengals uit de NFL, maar werd nooit geselecteerd voor het A-team. Hij zette zijn carrière voort bij het Canadese team Calgary Stampeders. In 1985 kwam Pïllman terecht bij de Buffalo Bills, waar hij vlak voor het seizoensbegin als laatste speler uit de selectie tuimelde. Hij besloot daarom te stoppen als footballspeler.

## Professioneel worstelcarrière (1986-1997)

### Vroege carrière (1986-1989)
Hij debuteerde in 1986 als professioneel worstelaar. Pillman werd al snel ontdekt door Stu Hart en opgenomen in diens promotie Stampede Wrestling. Hij vormde met Bruce Hart een tag team genaamd Bad Company. Bruce is een zoon van oprichter Stu Hart. Met Bruce Hart won Pillman het Stampede Wrestling International Tag Team Championship. Pillman verliet de promotie in 1989 en worstelde nadien even voor de Japanse promotie New Japan Pro Wrestling (NJPW).

### World Championship Wrestling (WCW) (1989-1996)

#### Eerste successen (1989-1993)
Pillman keerde in 1989 terug naar de Verenigde Staten en ging aan de slag bij World Championship Wrestling (WCW). Hij worstelde voorheen steeds onder zijn geboortenaam, maar in de WCW voegde Pillman daar het voorzetsel Flyin' aan toe. Flyin' Brian Pillman was een van de eerste autochtone Amerikaanse worstelaars die zich de Mexicaanse lucha libre aanmatigde. Pillman specialiseerde zich rond deze periode in het uitvoeren van traditionele Mexicaanse worstelbewegingen. Vanaf 1990 incorporeerde Pillman tal van deze halsbrekende bewegingen voor zijn persoonlijke "moveset", i.e. zijn reeks van kenmerkende bewegingen. Tijdens zijn eerste maanden veroverde hij het NWA Tag Team Championship met Tom Zenk. In 1991 werd een wedstrijd tussen het team van Pillman, Steve Borden (Sting), Rick en Scott Steiner en het team van Ric Flair, Larry Zbyszko, Blackjack Windham en Sid Vicious verkozen tot Match of the Year door het magazine Wrestling Observer Newsletter. Hij was nadien twee keer houder van het WCW Light Heavyweight Championship, alvorens het WCW World Tag Team Championship te aspireren. Pillman werkte samen met Blackjack Windham, maar slaagde er niet in het kampioenschap over te nemen van Ricky "The Dragon" Steamboat en Shane Douglas. Pillman en Windham verloren van Steamboat en Douglas bij de pay-per-view Starrcade (1993).

#### The Hollywood Blondes (1993-1994)
Na het verlies tegen Ricky Steamboat en Shane Douglas weigerde Pillman zich neer te leggen bij het WCW World Tag Team Championship. Hij startte bijgevolg een nieuwe onderneming op, dit keer met Stone Cold Steve Austin. Austin worstelde destijds onder de ringnaam "Stunning" Steve Austin. Het team heette "The Hollywood Blondes". Pillman en Austin wonnen de titel van Steamboat en Douglas bij de wekelijkse vrijdagavondshow WCW Power Hour. Nadat hun vete met Steamboat en Douglas eindigde, vestigden Pillman en Austin hun aandacht op de worstelgroep The Four Horsemen, voornamelijk groepsleden Ric Flair en Arn Anderson. Flair presenteerde op dat ogenblik een fictieve show getiteld "A Flair of the Gold". Pillman en Austin dreven de spot met Flair en noemden zijn show "A Flair of the Old". Dit leidde tot een wedstrijd tussen "The Hollywood Blondes" en "The Four Horsemen" - vertegenwoordigd door Arn Anderson en Paul Roma - om het WCW World Tag Team Championship. Pillman en Austin moesten de titel afstaan aan "The Four Horsemen", die aansluitend gebruik maakten van de free bird-regel om de titelriemen te dragen. Austin keerde zich later tegen Pillman, wat voor deining zorgde. Deze verhaallijn behelsde het definitieve einde van "The Hollywood Blondes".

#### Extreme Championship Wrestling (ECW) (1994)
Pillman ambieerde naderhand het WCW World Television Championship dat toebehoorde aan William "Lord Steven" Regal. Hij verzekerde zich van een titelkans, maar geraakte niet verder dan een gelijkspel (no contest). Verder was Pillman even te zien in de Extreme Championship Wrestling (ECW), als component van een ruildeal tussen ECW en WCW. Pillman werd er met Shane Douglas verslagen door Ron Simmons en 2 Cold Scorpio (Charles Scaggs). Pillman keerde in 1996 nog even terug naar ECW, maar zijn tweede periode werd geen onverdeeld succes.

#### The Four Horsemen &The Loose Cannon(1995-1996)
Op 4 januari 1995 maakte hij een destijds wat verrassende comeback in de WCW. Pillman concentreerde zich op worstelaars als Eddie Guerrero en Jushin Thunder Liger. Meteen daarna werd hij door Arn Anderson opgenomen in zijn groep "The Four Horsemen", nadat Pillman hem een handje toestak tijdens een wedstrijd met Ric Flair. Het resulteerde echter allemaal in een listig plan van Anderson om "The Four Horsemen" terug tot leven te wekken. Steve Borden (Sting) werd gebruikt om de groep te herenigen. Hij was voorzien in een tag-teamwedstrijd met Flair, maar die laatste kwam niet opdagen. Flair verscheen plots ten tonele en viel Sting aan. De hervorming die Anderson op het oog had, kreeg finaal vorm. De groep bestond eind 1995 uit Flair, Anderson, Pillman en Chris Benoit.
Tezelfdertijd ontwikkelde Pillman zijn vrijgevochten, onvoorspelbare en knotsgekke Loose Cannon-personage. Naast zijn kenmerkende blonde krullen droeg Pillman gewoontegetrouw een lederen mouwloze vest, een zonnebril en T-shirts met daarop telkens enkele niet mis te verstane spreuken en zegswijzen. Hij mengde voortdurend fictie met non-fictie. Pillman negeerde de term kayfabe en leek alles wat hij deed te improviseren. Een bekend voorbeeld van Pillmans onvoorspelbare gedrag was het moment waarop hij Bobby Heenan tijdens een liveshow plotseling bij de kraag greep. Heenan antwoordde: "What [the hell] are you doing?" (Waar ben je in godsnaam mee bezig?). Enkele maanden later werd Pillman - weliswaar fictief - ontslagen door feitelijk WCW-eigenaar Eric Bischoff na een kleinschalige woordenwisseling. Bischoff was realiter niet blij met het personage dat Pillman neerzette. Officieel werd Pillmans WCW-contract na onderling overleg ontbonden.

### World Wrestling Federation (WWF) (1996-1997)

#### Verhaallijn met "Stone Cold" Steve Austin (1996-1997)
Tijdens de laatste jaren van zijn leven kwam Pillman uit voor de World Wrestling Federation (WWF). Zijn samenwerking met de WWF begon in juni 1996. De federatie lijfde Pillman in omdat het met Kevin Nash en Scott Hall twee belangrijke pionnen aan de WCW was kwijtgespeeld. Pillman kreeg in november 1996 een zekere vermaardheid omwille van een verhaallijn met zijn voormalige partner "Stone Cold" Steve Austin. Vooral de beruchte scène waarbij een alweer improviserende Pillman een pistool gebruikte - verondersteld als wapen tegen Austin - zorgde voor veel ophef. Austin blesseerde Pillman kayfabe, bracht hem thuis een bezoekje en richtte daar een enorme ravage aan. Pillman richtte daarop een pistool op Austin en schreeuwde live op televisie en in het bijzijn van vele jonge kijkers dat hij Austin zou vermoorden. Vanwege de levensechtheid boden zowel Pillman als de WWF achteraf hun excuses aan voor het uitzenden van de expliciete verhaallijn.

#### The Hart Foundation (1997)
In maart 1997 werd hij door Bret Hart ingehuurd als onderdeel van The Hart Foundation. Hart bevond zich toen middenin een verhaallijn met "Stone Cold" Steve Austin. Deze vete culmineerde op WrestleMania 13 (1997). De spanning tussen Hart en Austin nam zienderogen toe, wat Hart ertoe aanzette verder actie te ondernemen. Hij besloot zijn afgesplitste familie te herenigen en "The Hart Foundation" van onder het stof te halen. Mede door Pillmans lange geschiedenis met Stone Cold Steve Austin was Hart ervan overtuigd dat hij de juiste man op de juiste plaats was. Hij werd door Hart aanzien als een nieuw lid van de familie Hart. Pillman was privé reeds bevriend met Harts jongste broer Owen alsmede ook Harts zwagers Jim Neidhart en Davey Boy Smith. Zij waren tevens lid van "The Hart Foundation". Samen met de broers Hart, Neidhart en Davey Boy Smith versloeg Pillman enkele weken later Austins samengestelde team - meer bepaald tijdens het evenement In Your House 16: Canadian Stampede (1997) - waarna de hele familie de zege vierde in de ring. Na deze wedstrijd raakte Pillman verwikkeld in een verhaallijn met Goldust (Dustin Runnels), die deel uitmaakte van Austins team. Pillman had namelijk een oogje op Terri Runnels (Marlena), de echtgenote van Goldust. Hij versloeg Goldust op het evenement Ground Zero: In Your House (1997), Pillmans laatste pay-per-view voor zijn dood.

## Privé
Pillman was sinds 1993 gehuwd met Melanie. Op het moment van Pillmans overlijden was een scheidingsprocedure aan de gang. Hij had ook privé een kortstondige affaire met Terri Runnels, die samen was met Dustin Runnels (Goldust). Hij en Melanie hadden samen een zoon, Brian, en een dochter, Brittany.
Het koppel adopteerde tevens een dochter, Alexis. Pillman zou vermeend de biologische vader zijn van Skylar. Zij is een dochter van Melanie uit een vorig huwelijk, maar zou reeds zijn verwekt met Pillman. De nabestaanden hebben dit altijd ontkend. Volgens zijn vrouw Melanie was Pillman aan het einde van zijn leven ook ernstig verslaafd aan hormoonbehandeling.

## Overlijden
Op 5 oktober 1997 was Pillman voorzien in een wedstrijd met "Dude Love" Mick Foley tijdens de pay-per-view Badd Blood: In Your House. Pillman werd echter omstreeks 13:10 uur plaatselijke tijd levenloos aangetroffen door hotelpersoneel van het Budgetal Hotel in Bloomington (Minnesota). Uit een autopsie bleek dat Pillman leed aan arteriosclerose. Deze aandoening, die zich in het geval van Pillman ter hoogte van de hartstreek ophield, veroorzaakte een fatale hartaanval. De aandoening werd bij Pillman evenwel nooit ontdekt voor zijn dood. Brian Pillman werd 35 jaar oud.

## In het worstelen
- Finishers
  - Air Pillman
- Signature moves
  - Chop block
  - Cross armbar with neckscissors
  - Diving crossbody
  - Dropkick
  - Enzuigiri
  - Leaping lariat
  - Scoop powerslam
  - Snap DDT
  - Spinning heel kick
  - Tornado DDT
- Managers
  - Marlena
  - Beulah McGillicutty
- Bijnamen
  - "Flyin'" Brian Pillman
  - "California" Brian Pillman
  - "Brian "F'n" Pillman"
  - "The Walking / Ticking Time Bomb"
  - "The Rogue Horseman"
  - "The Loose Cannon"
- Opkomstnummers
  - "Rocket" van Def Leppard (NWA / WCW; 1989–1990)
  - "Don't Bite the Hand That Feeds" van Ratt (NJPW)
  - "Welcome to the Jungle" van Guns N' Roses (ECW; 1994)
  - "Shitlist" van L7 (ECW; 1996)

## Prestaties
- Stampede Wrestling
  - Stampede Wrestling International Tag Team Championship (2 keer: met Bruce Hart)
  - Stampede Wrestling Hall of Fame
- World Championship Wrestling
  - NWA United States Tag Team Championship (1 keer: met Tom Zenk)
  - WCW Light Heavyweight Championship (2 keer)
  - WCW World Tag Team Championship (1 keer: met "Stunning" Steve Austin)
  - NWA World Tag Team Championship (1 keer: met "Stunning" Steve Austin)
- Wrestling Observer Newsletter awards
  - 5 Star Match (1991) met Sting, Rick Steiner en Scott Steiner vs. Ric Flair, Larry Zbyszko, Barry Windham en Sid Vicious in een WarGames match op WrestleWar op 24 februari
  - Feud of the Year (1997) met Bret Hart, Owen Hart, Jim Neidhart en Davey Boy Smith vs. Stone Cold Steve Austin
  - Most Underrated (1994)
  - Rookie of the Year (1987)
  - Tag Team of the Year (1993) met Steve Austin als The Hollywood Blonds